# World Cup Italia '90
World Cup Italia '90 je nogometna videoigra proizvođača i izdavača Sega, izašla je za Mega Drive i Master System u 1990. godini. Ovo je prva FIFA World Cup videoigra s potrebnom licencom, logom i maskotom natjecanja, a temelji se na Svjetskom nogometnom prvenstvu u Italiji, 1990. godine. Igra sadrži prave skupine, momčadi i raspored natjecanja.
Igra je priključena zajedno s U.S. Goldovom, za platforme MS-DOS, Amiga, Atari ST, Commodore 64 i ZX Spectrum. Nakon prvenstva, igra je izašla kao World Championship Soccer i poslije preimenovana u Sega Soccer na Mega 6 kompilaciju za cartridge na platformi Sega Mega Drive. Ime igre u Brazilu je glasilo Super Futebol II.

## Vanjske poveznice
- World Cup Italia '90 kod MobyGames-a
- World Cup Italia '90 fan-stranica

| Prethodnik:        | Službena videoigra FIFA SP-a 1990. | Nasljednik:       |
| World Cup Carnival | Službena videoigra FIFA SP-a 1990. | World Cup USA '94 |